# Kepuk
Kepuk is een bestuurslaag in het regentschap Jepara van de provincie Midden-Java, Indonesië. Kepuk telt 5339 inwoners (volkstelling 2010).